# Wendelin Überzwerch
Wendelin Überzwerch (eigentlich Karl Wilhelm Fuß; * 25. November 1893 in Memmingen; † 5. März 1962 in Wilhelmsdorf, Oberschwaben) war ein deutscher Schriftsteller, der auch in schwäbischer Mundart dichtete.

## Leben
Karl Wilhelm Fuß, der Sohn eines schwäbischen Buchdruckers, verbrachte seine Jugend in Memmingen und Heilbronn.
Sein Studium der Theologie an der Universität Tübingen wurde durch den Ersten Weltkrieg und eine fünfjährige Kriegsgefangenschaft in Sibirien unterbrochen. Nach seiner Rückkehr nach Tübingen wechselte er auf die Studienfächer Germanistik und Geschichte und wurde Mitglied der Studentenverbindung Normannia. 1921 promovierte er mit der Dissertation Untersuchungen über Alexander Puschkin als Politiker und Historiker. Danach arbeitete er als Bibliothekar in der Kruppschen Bücherhalle in Essen und als Leiter des Kulturwerks der Firma Krupp.
Seit etwa 1923 veröffentlichte er unter dem Pseudonym Wendelin Überzwerch Schüttelreime und Humorvolles, oft auf Schwäbisch. Der Nachname seines Pseudonyms entspricht dem schwäbischen Begriff überzwerch, der neben seiner Grundbedeutung „quer“, „über Kreuz“ auch im Sinne einer menschlichen Charaktereigenschaft für „verdreht“, „verkehrt“ oder „nicht richtig im Kopf“ stehen kann und auf seine Vorliebe für Schüttelreime hinweist.
Nach dem Zweiten Weltkrieg zog er ins oberschwäbische Wilhelmsdorf im Landkreis Ravensburg, den Geburtsort seiner Frau, und betätigte sich als freier Schriftsteller.
Wendelin Überzwerch war verheiratet mit Alwine Fuß, geb. Glaser. Er starb am 5. März 1962 an einem Herzinfarkt.

## Werke (Auswahl)
- Aus dem Ärmel geschüttelt! Fast 1001 Schüttelreime (1935)
- Reimchen, Reimchen, schüttle dich! Abermals 1001 Schüttelreime (1936)
- Das Viergestirn (1950)
- Uff guat schwäbisch (1951)